# Lunar and Planetary Laboratory

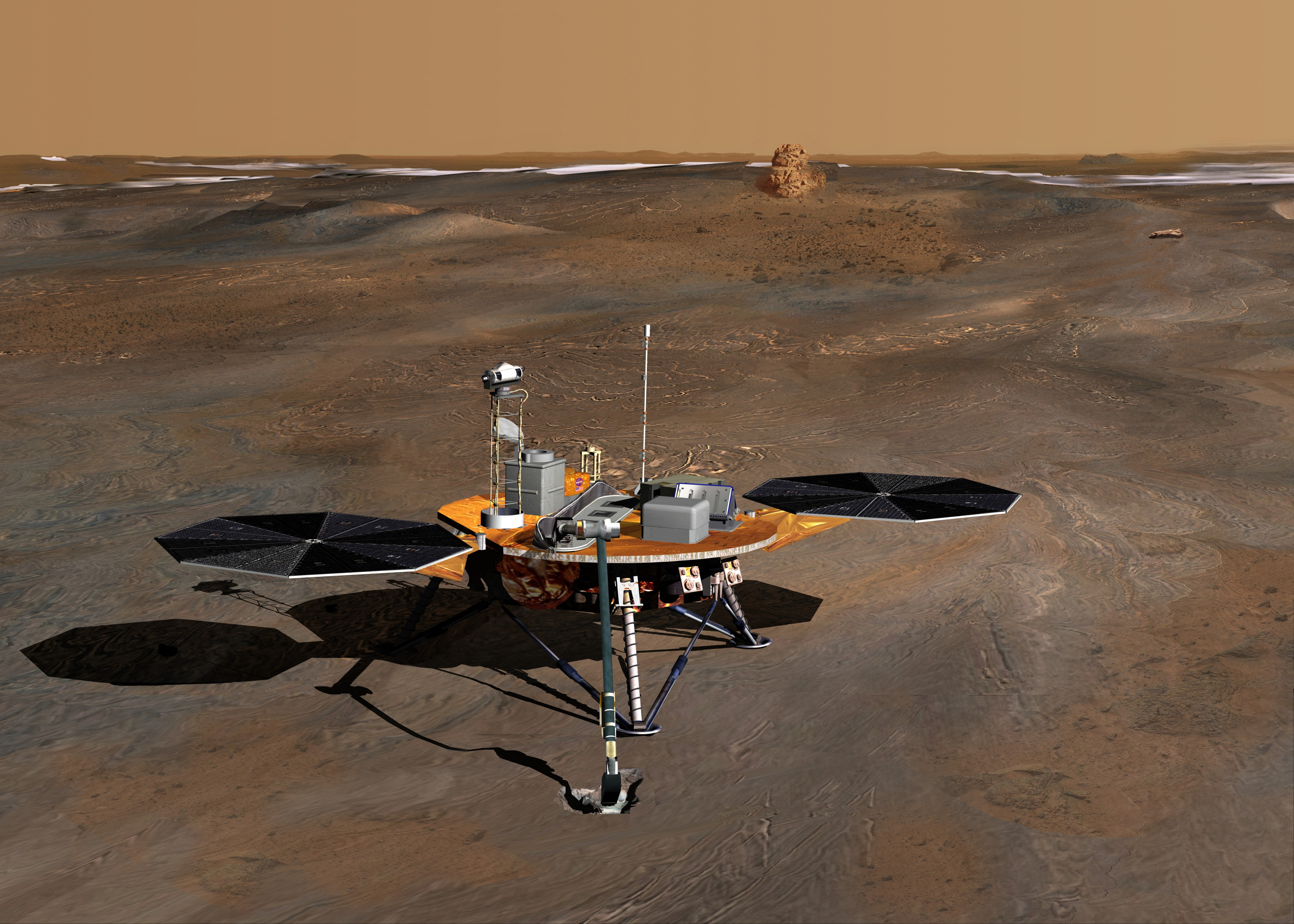
Konzeptbild der Phoenix (Raumsonde)

Das Lunar and Planetary Laboratory (LPL) ist ein Forschungszentrum für Planetologie in Tucson, Arizona. Es ist gleichzeitig eine Graduiertenschule und bildet die Fakultät für Planetologie (Department of Planetary Sciences) der University of Arizona. Das LPL ist eines der weltgrößten Programme im universitären Umfeld, das sich ausschließlich mit Planetologie beschäftigt.

## Hintergrund
Das LPL wurde im Jahre 1960 vom Astronomen Gerard Peter Kuiper gegründet. Kuiper war ein langjähriger Pionier in der Beobachtung des Sonnensystems und besonders des Mondes in einer Zeit, als dies unter Astronomen als unzeitgemäß galt. Zu seinen Beiträgen zählte die Entdeckung der Monde Miranda und Nereid, der Nachweis von Kohlendioxid auf dem Mars und Methan auf Titan, und die Voraussage des später nach ihm benannten Kuipergürtels.
Kuiper kam auf der Suche nach größerer Unabhängigkeit, als er sie an der University of Chicago erfahren hatte, nach Tucson, angezogen von der Möglichkeit, eine den Studien des Sonnensystems verpflichtete Gemeinschaft aufzubauen. Außerdem lockte ihm die Nähe zu den zahlreichen vielversprechenden Plätzen im Süden Arizonas, die für den Bau herausragender Observatorien wie dem 1958 gegründeten Kitt Peak National Observatory geeignet schienen. Das LPL wurde unter der Schirmherrschaft der University of Arizona eingerichtet und Kuiper leitete die Einrichtung als Direktor bis zu seinem Tode.
Die Projekte des LPL sind wahrhaftig interdisziplinär. Das gesammelte Wissen und die Techniken der Astronomie, Physik, Chemie, Geologie, Geophysik, Geochemie, Abläufen in der Atmosphäre und Ingenieurwissenschaften wird auf das Studium der Planetensysteme ausgerichtet. Viele Studenten am LPL haben sich nur mit der einen oder anderen Disziplin detailliert beschäftigt, so dass ein breit angelegter Lehrplan unumgänglich ist.
1973 richtete die Universität die Fakultät für Planetologie  ein, die fortlaufend mit dem LPL zusammenarbeitet. Diese Maßnahme bot dem LPL den Verwaltungsrahmen um eine größere Rolle in der Lehre zu übernehmen. Der Vorsitzende des LPL ist gleichzeitig Dekan der Fakultät und Direktor des Labors. Aktuell ist die Position mit Timothy D. Swindle besetzt.

## Raumfahrtmissionen
Das LPL war an nahezu jedem interplanetarischen Raumfahrzeug beteiligt, das die Erde verließ. Einige der bedeutendsten umfassen:
- Phoenix Scout Mission – Mars – Verantwortlich für den Aufbau der Raumsonde und den wissenschaftlichen Betrieb auf dem Mars.
- Mars Reconnaissance Orbiter – Mars – Verantwortlich für den Bau und Betrieb der HiRISE-Kamera mit einer Apertur von 50 cm.
- Mars Global Surveyor – Mars – Dr. Alfred McEwen ist wissenschaftliches Mitglied des Mars Orbital Camera Teams. Dr. Steve Bougher an der Entwicklung und den Tests des Bremssystems mit.
- Deep Space 2 – Mars – Einer der Wissenschaftler wurde vom Lunar and Planetary Laboratory gestellt.
- Mars Odyssey – Mars – Verantwortlich für Aufbau und Betrieb des Gammastrahlenspektrometers Gamma Ray Spectrometer (GRS).
- Pioneer 10 – Jupiter – Verantwortlich für die Steuerung des Imaging Photopolarimeters (IPP).
- Pioneer 11 – Jupiter und Saturn – Verantwortlich für die Steuerung des Imaging Photopolarimeters (IPP).
- Pioneer-Venus – Venus – Verantwortlich für die Steuerung und Kalibrierung des Large Probe Solar Flux Radiometers (LSFR).
- MESSENGER – Merkur – Wissenschaftler des LPL konstruierten das Mercury Atmospheric and Surface Composition Spectrometer (MASCS)
- Galileo – Jupiter Am LPL wurden Teile des UV-Spektrometers gebaut
- Cassini – Saturn – größter universitärer Beitrag. Verantwortung für Erstellung und Auswertung von Oberflächenaufnahmen von Titan and Enceladus

## Astronomische Beobachtungen
Das Laboratory ist an folgenden Programmen beteiligt:
- Spacewatch, einem Programm zur Erkennung von Erdnahen Asteroiden
- am Planetary Atmosphere Project, das den Inhalt der Atmosphären verschiedener Planeten misst
- an der Beobachtung von Okkultationen, wobei mittels Spektroskopie einer Sonne, wenn sie durch einen Planeten verdeckt ist, die Planetenatmosphäre analysiert werden kann
- Studien des Planeten Merkur
- an der Catalina Sky Survey

sowie an interdisziplinären Forschungsgebieten wie Theoretische Astrophysik und Raumphysik, um Antworten auf Fragen zu finden wie: Was ist eigentlich Dunkle Materie?